# Budynek Polskiego Związku Działkowców w Toruniu
Budynek Polskiego Związku Działkowców w Toruniu – siedziba Polskiego Związku Działkowców w Toruniu, znajdujący się przy ul. Lubickiej 12a. Budynek wpisany jest do gminnej ewidencji zabytków (nr 1384).